# Batac
Batac (offiziell englisch: City of Batac; Filipino: Lungsod ng Batac) ist eine Stadt (component city) in der philippinischen Provinz Ilocos Norte.
Die Stadt ist der Geburtsort des Bischofs und Mitbegründers der Unabhängigen Philippinischen Kirche, Gregorio Aglipay (1860–1940), dessen Grab sich hier befindet. Ferner stammt aus Batac der ehemalige Gouverneur der Provinz Ilocos Norte Ferdinand Marcos Jr., Sohn des ehemaligen philippinischen Präsidenten Ferdinand Marcos. Die Familie Marcos besitzt in Batac ein Anwesen mit einem Mausoleum, in dem der chemisch konservierte Leichnam Marcos’ in einem gekühlten Glassarg aufgebahrt ist. In Batac befindet sich auch ein Museum und ein Denkmal von Ferdinand Marcos.
Durch Batac fließen zwei Flüsse, der Quiaoit und der Garasgas. Auch viele Seen befinden sich in dem Gebiet.

## Geschichte

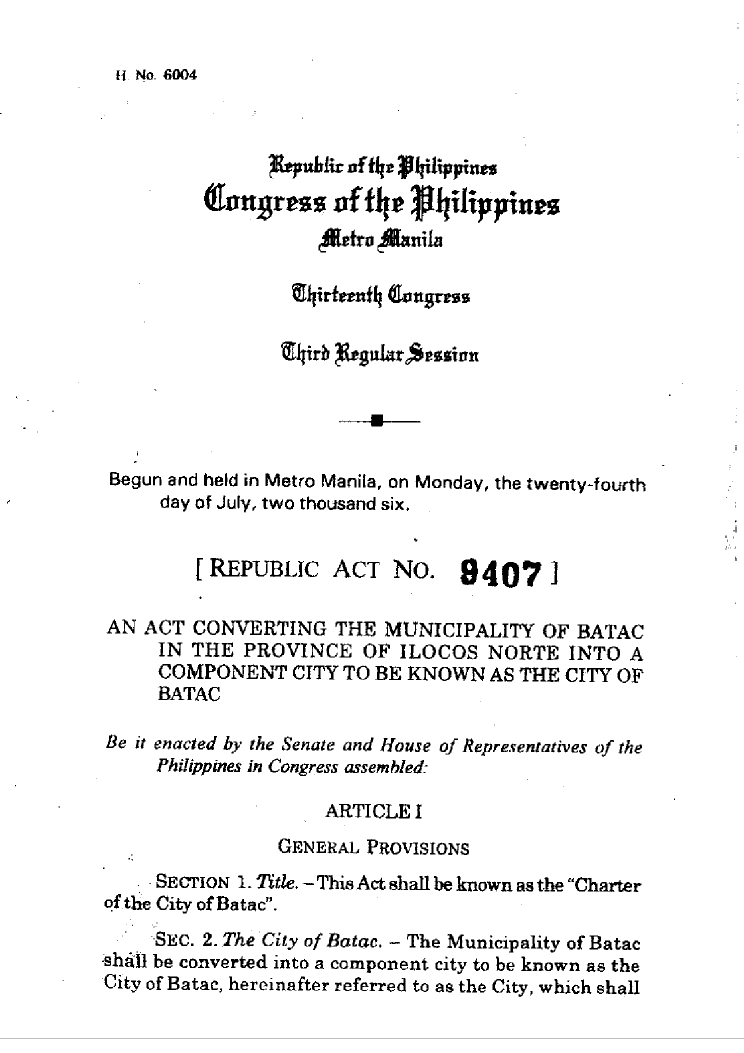
Erste Seite des Republic Act No. 9407 vom 24. Juli 2006

Am 23. Juni 2007 wurde der vom Kongress der Philippinen am 24. Juli 2006 beschlossene Republic Act No. 9407 in einer Volksabstimmung ratifiziert, durch den Batac von einer Stadtgemeinde (municipality) zur Stadt (component city) erhoben wurde.

## Bevölkerungsentwicklung
| Jahr | Einwohnerzahlen |
| ---- | --------------- |
| 1591 | etwa 8.400      |
| 1970 | 33.114          |
| 1975 | 35.250          |
| 1980 | 37.579          |
| 2000 | 47.682          |
| 2007 | 50.675          |
| 2010 | 53.542          |

## Baranggays
Batac ist in folgende 43 Baranggays aufgeteilt:
| - Ablan - Acosta - Aglipay - Baay - Baligat - Bungon - Baoa East - Baoa West - Barani - Benagan - Billoca - Biningan - Callaguip - Camandingan - Camguidan | - Cangrunaan - Capacuan - Caunayan - Colo - Dariwdiw - Lacub - Mabaleng - Magnuang - Maipalig - Nagbacalan - Naguirangan - Palongpong - Palpalicong - Palpalicong - Parangopong | - Payao - Pimentel - Quiling Norte - Quiling Sur - Quiom - Rayuray - Ricarte - San Julian - San Mateo - San Pedro - Suabit - Sumader - Tabug - Valdez |